# Slaget vid Olszynka Grochowska
Slaget vid Olszynka Grochowska var ett fältslag som ägde rum den 25 februari 1831 under novemberupproret. Slaget utkämpades i ett skogsområde öster om Warszawa, mellan en polsk armé på 45 000 man, under befäl av Józef Chłopicki, och en 70 000 man stark rysk här, ledd av fältmarskalken Hans Carl von Diebitsch. Striderna varade i drygt ett dygn och slutade med att ryssarna drog sig tillbaka från stridsområdet. De polska trupperna hade lidit svåra förluster och försökte sig inte på ett förföljande.